# Сучасні матері
«Сучасні матері» (англ. Modern Mothers) — американська німа драма 1928 року режисера Філа Розена. У головних ролях: Хелен Чедвік, Дуглас Фербенкс-молодший і Етель Грей Террі, він вийшов на екрани 13 травня 1928 року.

## У ролях
- Хелен Чедвік — Адель Дейтон
- Дуглас Фербенкс молодший — Девід Старк
- Етель Грей Террі — Мейзі
- Барбара Кент — Мілдред
- Алан Роско — Джон
- Джин Стоун — Гілберт
- Джордж Ірвінг — директор театру